# فندق جراند نايل تاور
فندق جراند نايل تاور هو ناطحة سحاب في مصر، يبلغ ارتفاعه 142 متر أو 41 دور. و يقع في جزيرة الروضة بالقاهرة.

## تاريخ
تم افتتاح الجناح الأصلي للفندق المكون من 966 غرفة في عام 1974م باسم لو ميريديان القاهرة. في عام 2001 ، تمت إضافة جناح برج النيل بـ 380 مليون دولار ، و 715 غرفة، و 41 طابقًا، مع مطعم دوار ومركز تسوق، وتم إعادة افتتاح الفندق في أغسطس 2001م باسم لو رويال ميريديان القاهرة & برج النيل. قام مالكو الفندق، الشركة السعودية المصرية للتنمية السياحية (SETDC)، بقطع عقد إدارة فندق لو ميريديان في 8 أغسطس 2002، حتى تولى حياة إنترناشيونال إدارة العقار في 1 أغسطس 2003، وتم تغيير اسم جناح البرج إلى جراند حياة القاهرة، جميع إدارة وفريق حياة الأجانب الوطنيين تم إجلاؤهم في فبراير 2011، نتيجة للثورة المصرية في عام 2011. وأعقب هذا الإجراء إضرابات من قبل الموظفين المصريين المتبقين بالفندق ، وبعدها أعلنت مجموعة «حياة» العالمية تخليها عن إدارة الفندق 
وفي 1 يونيو غير الملاك رسميًا اسم الفندق إلى جراند نايل تاور.